# IPhone SE (thế hệ thứ 2)
iPhone SE thế hệ thứ 2 (còn gọi là iPhone SE 2 hay iPhone SE 2020) được ra mắt vào ngày 15 tháng 4 năm 2020 bởi Apple Inc. Đây là mẫu iPhone đầu tiên trong dòng sản phẩm không được công bố rộng rãi bằng một cuộc hội nghị mà chỉ công bố lặng lẽ trên website của hãng, một phần là do đại dịch COVID-19 đang diễn biến phức tạp tại Mỹ. iPhone SE thế hệ thứ hai là phiên bản kế nhiệm của iPhone SE thế hệ đầu tiên được ra mắt 4 năm trước đó, được mang thiết kế của iPhone 8 và trang bị cấu hình tương đương với iPhone 11. Sản phẩm có thể được đặt trước từ ngày 17 tháng 4 và được bán chính thức vào ngày 24 tháng 4 năm 2020.

## Thông tin
Về tổng quan, iPhone SE thế hệ thứ 2 mang kiểu dáng thiết kế của iPhone 8, một chút thay đổi về cách đặt biểu trưng Apple trên lưng máy, với phần cứng được nâng cấp lên tương đương với chiếc iPhone 11.
Ngay khi mới ra mắt chiếc máy này, Apple đã chính thức loại bỏ iPhone 8 / 8 Plus ra khỏi danh mục bán hàng trên website của mình. Điều này đồng nghĩa với việc iPhone 8 / 8 Plus chính thức bị dừng sản xuất vào ngày 15 tháng 4 năm 2020.

### Màn hình
iPhone SE thế hệ thứ 2 sử dụng màn hình Retina HD Display 4,7 inch với tấm nền LCD, công nghệ IPS cảm ứng đa điểm. Màn hình có độ phân giải 1334×750 pixel, với mật độ điểm ảnh 326 ppi. Tỷ lệ tương phản là 1400:1, công nghệ màn hình True Tone, dài màu rộng P3, độ sáng màn hình đạt tối đa 625 nits. Khác với iPhone 8, thiết bị này không được trang bị 3D Touch mà chỉ trang bị Haptic Touch.

### Bộ xử lý
Thế hệ iPhone SE này được trang bị chip A13 Bionic, giống với iPhone 11 và iPhone 11 Pro, tuy nhiên Apple đã giới hạn công suất hoạt động của nó khi sử dụng đa lõi. Thiết bị có CPU nhanh gấp 2,4 lần và GPU nhanh gấp 4 lần so với chip A9 trang bị trên iPhone SE thế hệ tiền nhiệm. Điều đó giúp tăng tốc độ mở ứng dụng, sử dụng thực tế ảo tăng cường với trò chơi trên Apple Arcade. Khác với iPhone 11 và iPhone 11 Pro, chiếc điện thoại này không được trang bị chip Apple U1.

### Camera

#### Camera chính
- Camera có độ phân giải 12 MP, khẩu độ ƒ/1.8.
- Có thể phóng đại kĩ thuật số tới 5×.
- Có khả năng chụp chân dung với hiệu ứng xóa phông, điều chỉnh khẩu độ nâng cao.
- Trang bị 6 hiệu ứng chân dung từng có iPhone 8 Plus trở đi.
- Được trang bị thêm tính năng chống rung quang học.
- Đèn flash LED True Tone.
- Chế độ chụp toàn cảnh cho ra bức ảnh lên tới 63 MP.[6]

#### Camera trước
- Camera có độ phân giải 7 MP, khẩu độ ƒ/2.2.
- Có khả năng chụp chân dung với hiệu ứng xóa phông, điều chỉnh khẩu độ nâng cao.
- Trang bị 6 hiệu ứng chụp chân dung có trên camera chính.
- Khả năng quay video 4K ở 30 fps.
- Tính năng Retina Flash, video QuickTake.[7]

#### Quay video
- Máy có thể quay video 4K ở 24 fps, 30 fps hoặc 60 fps.
- Quay video 1080p HD ở 30 fps hoặc 60 fps.
- Quay video 720p HD ở 30 fps.
- Chống rung quang học, ổn định hình ảnh khi quay video.
- Có thể zoom kĩ thuật số 3×.
- Hỗ trợ video Slo-mo cho 1080p ở 120 fps hoặc 240 fps.
- Có thể chụp ảnh có độ phân giải 8 MP trong khi quay video.
- Tính năng tự động lấy nét liên tục khi quay.
- Hỗ trợ video QuickTake.[7]

### Viễn thông
Người dùng có thể sử dụng 2 sim trên phiên bản này (nano-SIM và e-SIM), với thêm tùy chọn cuộc gọi như "Sử dụng đường truyền cá nhân" hay "Sử dụng đường truyền doanh nghiệp".
Họ cũng thông báo rằng phiên bản mới này sẽ có tốc độ truy cập mạng di động nhanh gấp 6,5 lần và tốc độ truy cập mạng Wi-Fi nhanh gấp 2,7 lần so với thế hệ thứ nhất. Con số này so với iPhone 8 lần lượt là hơn 60% và 38%.

### Thông tin khác
- Được trang bị thêm tính năng kháng nước chuẩn IP67 so với tiền nhiệm.
- Dung lượng pin tương đương với iPhone, với khả năng chơi nhạc 40 tiếng liên tục.
- Được trang bị bảo mật sinh trắc học Touch ID đặt dưới nút Home.
- Chiếc điện thoại có 3 tùy chọn màu sắc:

| Màu sắc | Tên gọi       |
| ------- | ------------- |
|         | Đen           |
|         | Trắng         |
|         | (PRODUCT) RED |

## Dòng sản phẩm
| Dòng thời gian của các mẫu iPhone         |
| ----------------------------------------- |
| Xem thêm: Timeline of Apple Inc. products |

Nguồn: Apple Newsroom Archive